# Будинок з годинником у стінах (фільм)
«Будинок з годинником у стінах» (англ. The House with a Clock in Its Walls) — американський комедійний фільм жахів 2018 року режисера Елая Рота. Знятий на основі однойменного роману американського письменника Джона Беллерса.

## Сюжет
10-річний сирота Льюїс приїздить до свого дядька Джонатана, який мешкає у старовинному маєтку. Будинок трохи дивний, бо тут постійно чути звук годинника, який захований у стінах будинку. Дядько Джонатан хоче знайти годинник, а допомагає йому у цьому сусідка та найкраща подруга місіс Цімерман. Та усі зусилля лишаються марними, поки у будинку не оселяється Льюїс. Він випадково дізнається, що годинник веде зворотній відлік до моменту, коли пітьма і хаос поглинуть все. Для зупинки годинникового механізму Люїсу належить увійти до іншого виміру.

## У ролях
| Актор                | Роль                |
| -------------------- | ------------------- |
| Джек Блек            | Джонатан Барнавелт  |
| Кейт Бланшет         | місіс Ціммерман     |
| Овен Ваккаро         | Люїс                |
| Кайл Маклаклен       | Айзек Ізард         |
| Рене Еліс Голдсберрі | Селена Ізард        |
| Санні Салджик        | Тарбі Корріган      |
| Лоренца Іззо         | місіс Барнавельт    |
| Коллін Кемп          | місіс Генчет        |
| Ванесса Енн Вільямс  | Роза Рита Поттінгер |
| Елай Рот             | товариш Іван        |